# Coppermine Island

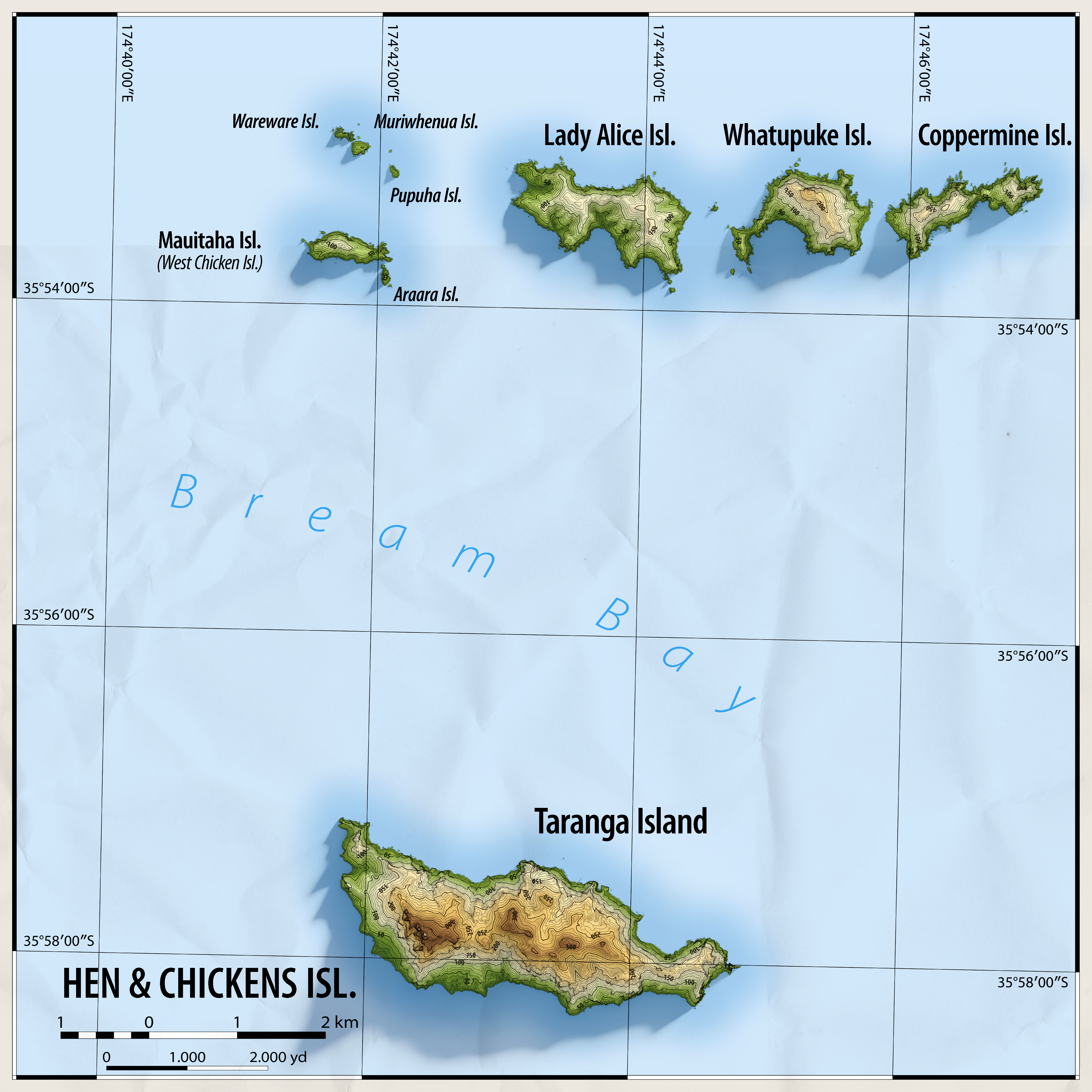
Übersichtskarte der Hen islands

Coppermine Island, auch Mauipae Island genannt, ist eine Insel an der Ostküste der Region Northland im Norden der Nordinsel von Neuseeland.

## Geographie
Coppermine Island ist die drittgrößte und östlichste Insel der Inselgruppe Marotere Islands, die zusammen mit der südlich befindlichen Insel Taranga Island zur Inselgruppe der Hen and Chickens Islands gehört. Die Insel befindet sich rund 16 km ostsüdöstlich von Bream Head, der rund 24 km südöstlich von Whangārei an der Ostküste der Region Northland zu finden ist. Die Insel verfügt über eine Fläche von 73 Hektar und dehnt sich über eine Länge von 1,82 km in Ost-West-Richtung aus. An der breitesten Stelle misst die Insel rund 650 m in Nordnordwest-Südsüdost-Richtung. Die höchste Erhebung der Insel befindet sich mit dem 184 m hohen Huarewa im westlichen Teil der Insel.
Westlich von Coppermine Island ist in einem Abstand von rund 180 m die Nachbarinsel Whatupuke Island zu finden.

## Geologie
Die Insel stellt zusammen mit ihren Nachbarinseln den nördlichen Überrest eines Schichtvulkans aus dem Miozän dar, zu dem ebenfalls Bream Head sowie Taranga Island und die kleine Insel Sail Rock gehören. Die Form der Insel wurde vermutlich vor der letzten Eiszeit durch subaerische Erosion gebildet.

## Geschichte
Die Insel war ursprünglich auch von Māori bewohnt, doch als 1849 Europäer damit begannen Kupfer abzubauen, war die Insel bereits unbewohnt. Ein zweiter Versuch auf der Insel Bergbau wirtschaftlich zu betreiben wurde im Jahr 1896 unternommen, doch auch dieser Versuch schlug fehl. Während der Bergbauzeit wurden für diesen Teile der Vegetation niedergebrannt.
1956 wurde der Zugang zu Insel eingeschränkt und die Insel als Scenic Reserve unter Schutz gestellt.
Ein dritter Versuch auf der Insel das Kupfer wirtschaftlich abbauen zu können, schlug ebenfalls fehl, nachdem man in den Jahren 1865 bis 1969 umfangreiche geologische Untersuchungen unternommen hatte. Lediglich zwei Bereiche im Westen der Insel konnten identifiziert werden, in denen Kupfer in signifikanten Mengen vorkam. Die Firma CRA Exploration Pty Ltd, eine Tochtergesellschaft der Firma Conzinc Rio Tinto bekam am 30. Oktober 1968 die Rechte zu weiteren Untersuchungen. Deren Ergebnisse zeigten, dass ein wirtschaftlicher Abbau des Kupfers nicht gegeben war. Die Firma zog sich im März 1969 von dem Projekt zurück.

## Flora und Fauna
Auf der Insel wurden im Jahr 1968 insgesamt 152 verschiedene Arten von Pflanzen lokalisiert. Unter ihnen waren 49 verschiedene Arten von Bäumen und Büschen, 20 verschiedene Arten von Farnen und 33 verschiedene Arten von einheimischen krautige Blütenpflanzen, Gräser nicht eingeschlossen. Hinzu kamen 23 verschiedene Vogelarten, die auf der Insel brüten. Auch Brückenechsen, in Neuseeland Tuatara genannt, sowie Neuseeländische Braungeckos und eine Art des Leiolopisma waren auf der Insel zu finden.